# Ximelagatran
Ximelagatranul este un compus organic cu efect anticoagulant acționând ca un inhibitor direct de trombină (factorul IIa al coagulării). A fost studiat ca potențial medicament pentru a înlocui tratamentul cu warfarină. În 2006, AstraZeneca a anunțat faptul că va retrage aplicația pentru autorizarea de punere pe piață datorită unor reacții de hepatotoxicitate observate în studiile clinice. De asemenea, medicamentul a fost retras din statele în care deja avea autorizație (Germania, Portugalia, Suedia, Finlanda, Norvegia, Islanda, Austria, Danemarca, Franța, Elveția, Argentina și Brazilia). Calea de administrare disponibilă a fost cea orală.
Este un promedicament: în intestinul subțire se metabolizează la melagatran prin dealchilare și dehidroxilare.